# Shūraku-en

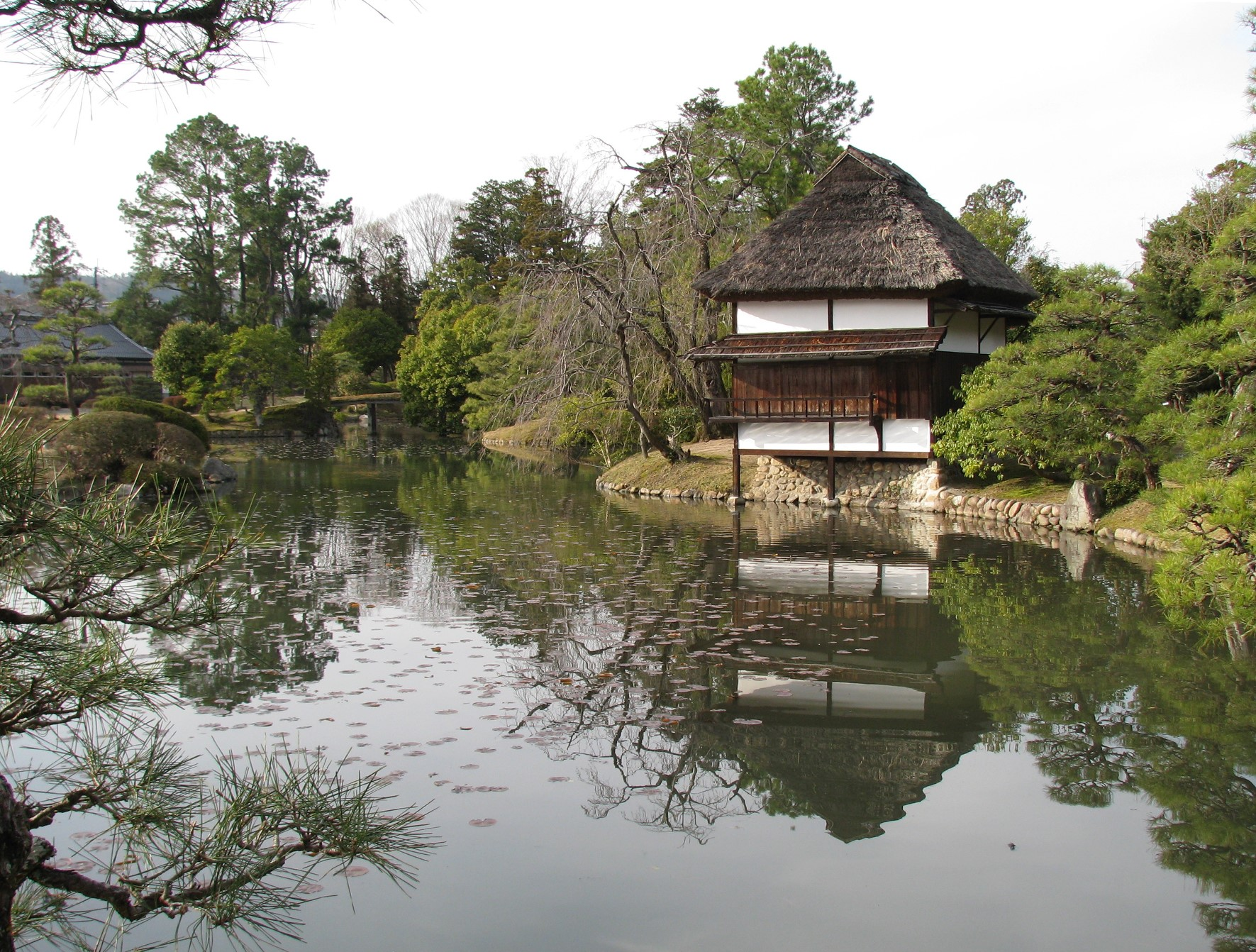
Im Shūraku-en

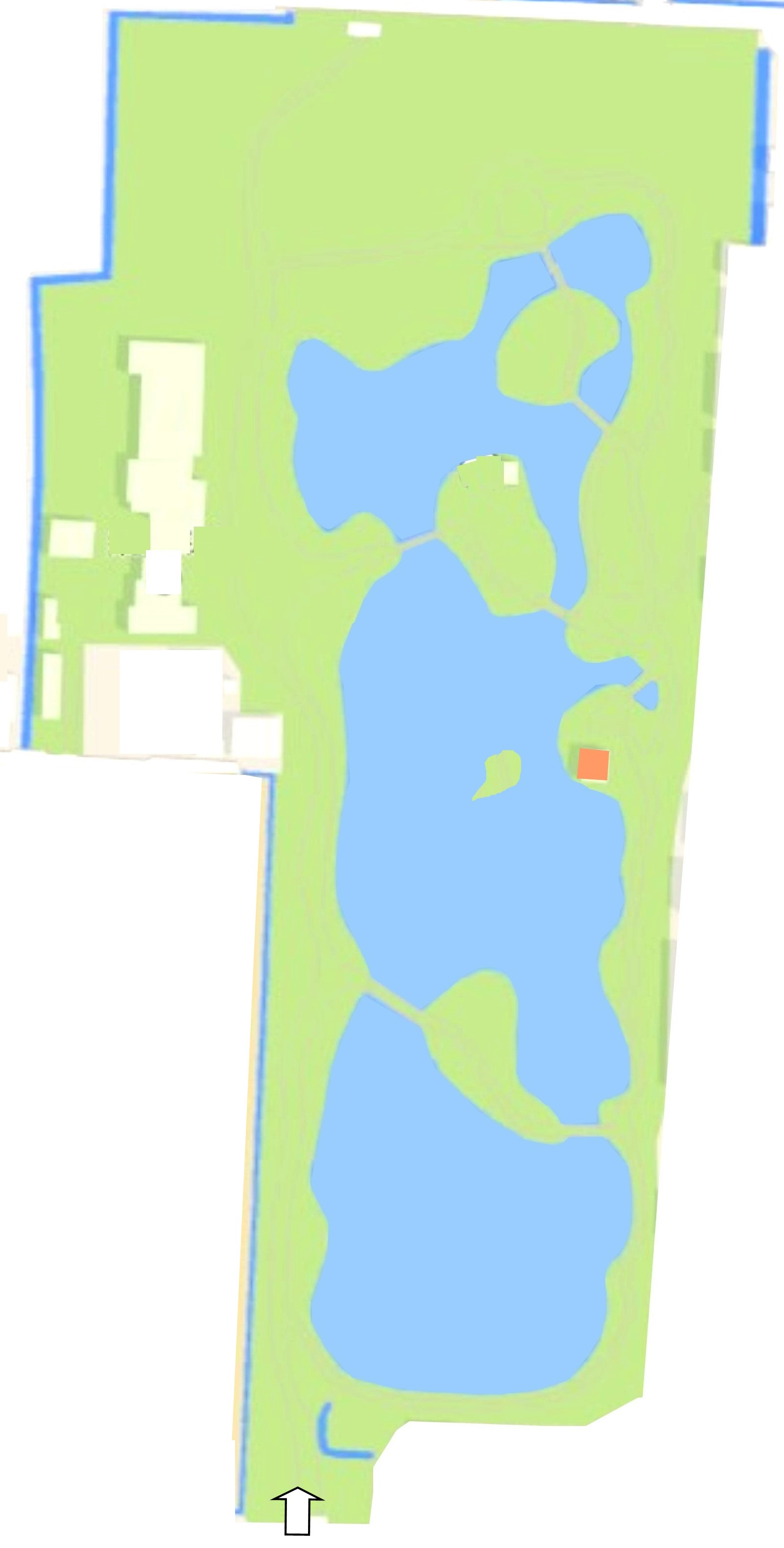
Unmriss des Shūraku-en

Der Shūraku-en (japanisch 衆楽園) ist ein japanischer Wandelgarten der Edo-Zeit in der Stadt Tsuyama, Präfektur Okayama. Der Garten wurde 1992 in die Liste der „Landschaftlichen Sehenswürdigkeiten Japans“ (国の名勝, Kuni no meishō) aufgenommen.

## Geschichte
Der zweite Fürst des Tsuyama-han, Mori Nagatsugu (1610–1698), ließ einen Garten im Stile von Kobori Enshū erbauen. Die Mori-Familie zog jedoch um, und die Matsudaira aus Echizen übernahmen das Han. Der Garten, entfernt von der Burg Tsuyama, diente häufig als Treffpunkt für Gespräche und Verhandlungen. Dieser Garten war mit 74.000 m² dreimal so groß wie der heutige. Der Garten, der ursprüngliche keinen Namen trug, erhielt den jetzigen mit der Bedeutung „Volksvergnügungspark“ erst nach seiner Öffnung für die Allgemeinheit 1870.

## Die Anlage
Der heutige Garten erstreckt sich in Nordsüdrichtung und umschließt nur noch die prägende Teichanlage. Diese ist durch drei mit Brücken verbundene Inseln in vier Abschnitte gegliedert. Der Teich wird im Norden von einem Bach gespeist, der an der Ostseite den Garten begleitet. Der Garten integriert die Anhöhe der Burg und die umliegenden Berge als „geborgte Landschaft“, (借景, shakkei), wobei sich der nahe Baum- und Buschbestand (Kirsche, Ahorn, Azaleen) den Jahreszeiten entsprechend im Wasser spiegelt. Als der Garten des Sentō-Palastes in Kyoto im Jahre 1815 erneuert wurde, soll dieser Garten als Anregung gedient haben.

## Bilder

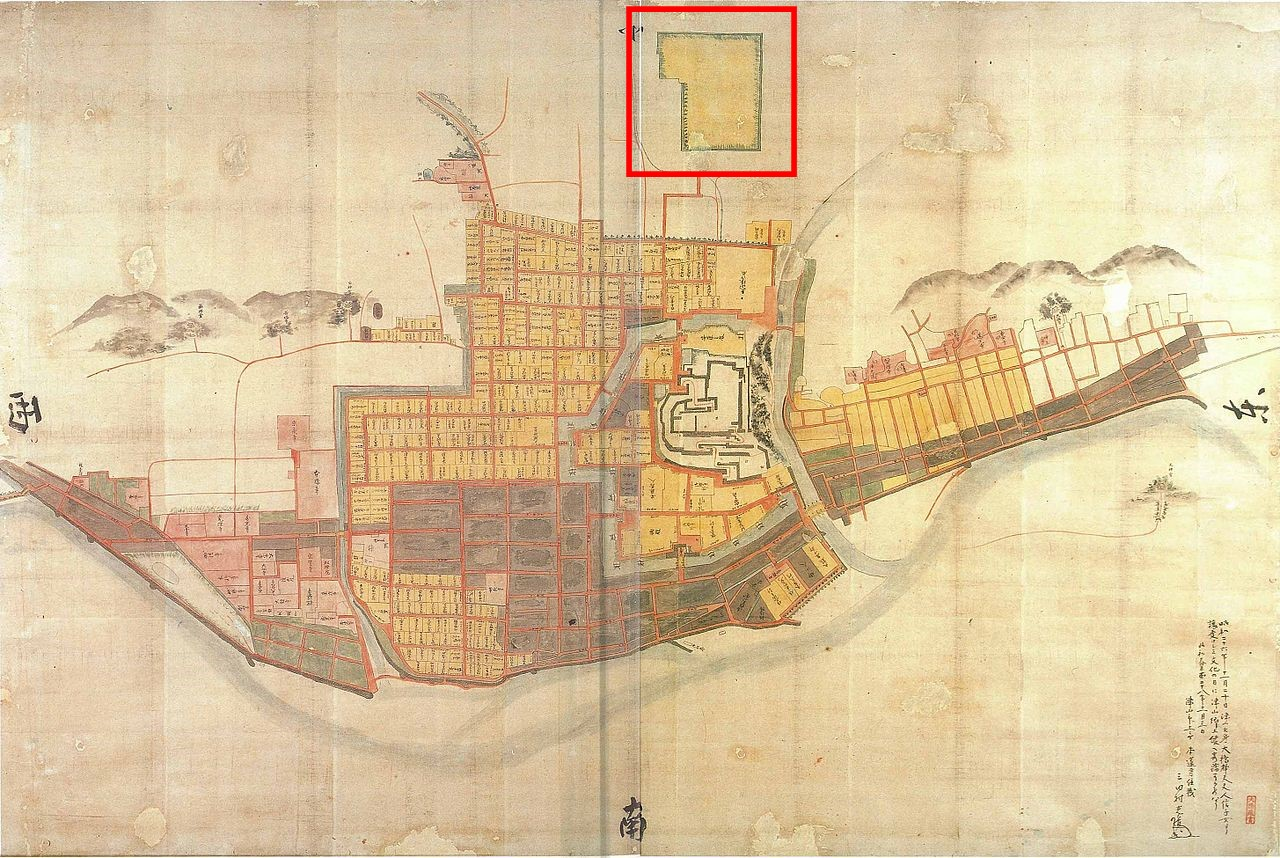
Tsuyama mit Shūraku-en
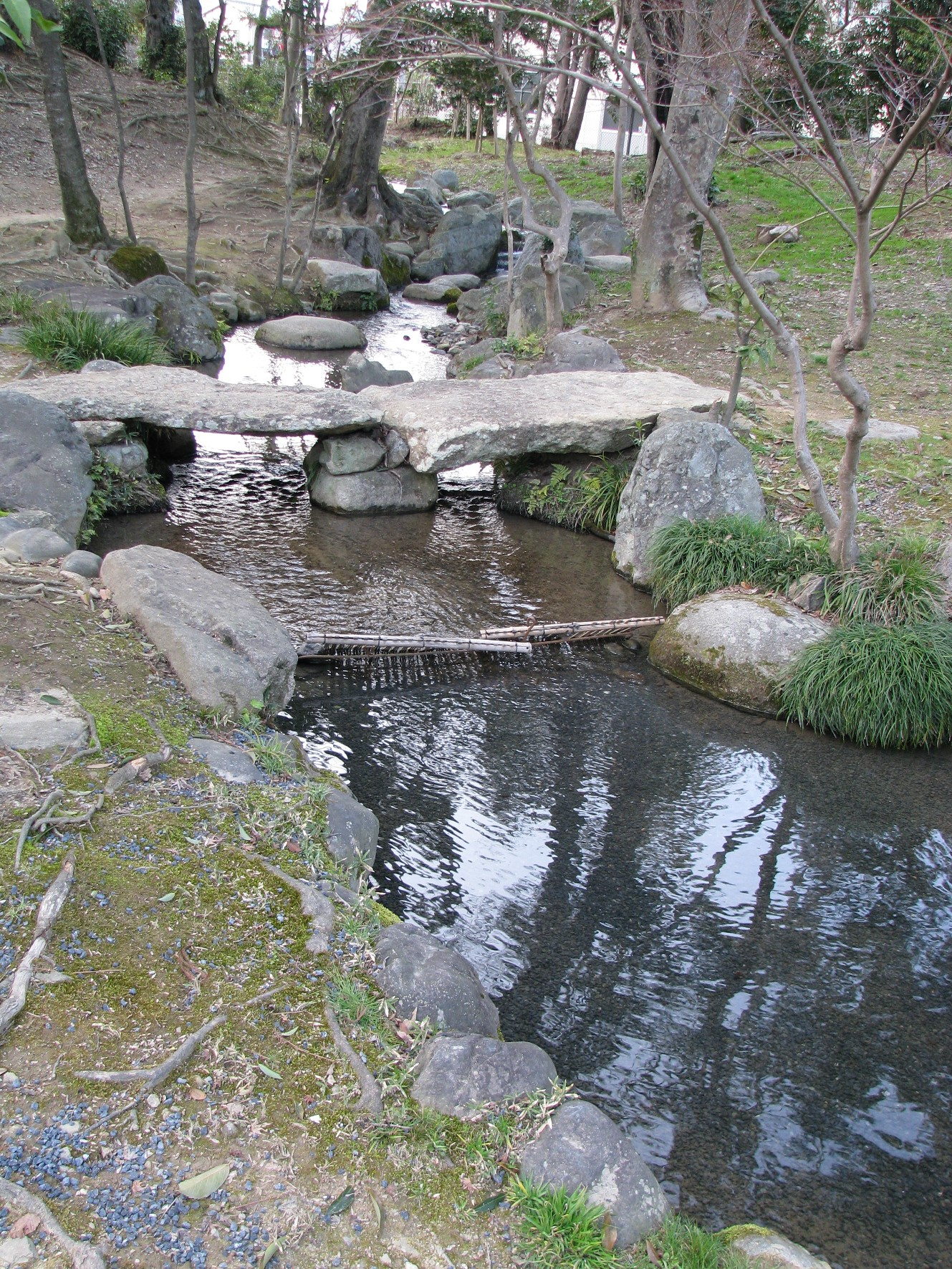
Wasserlauf
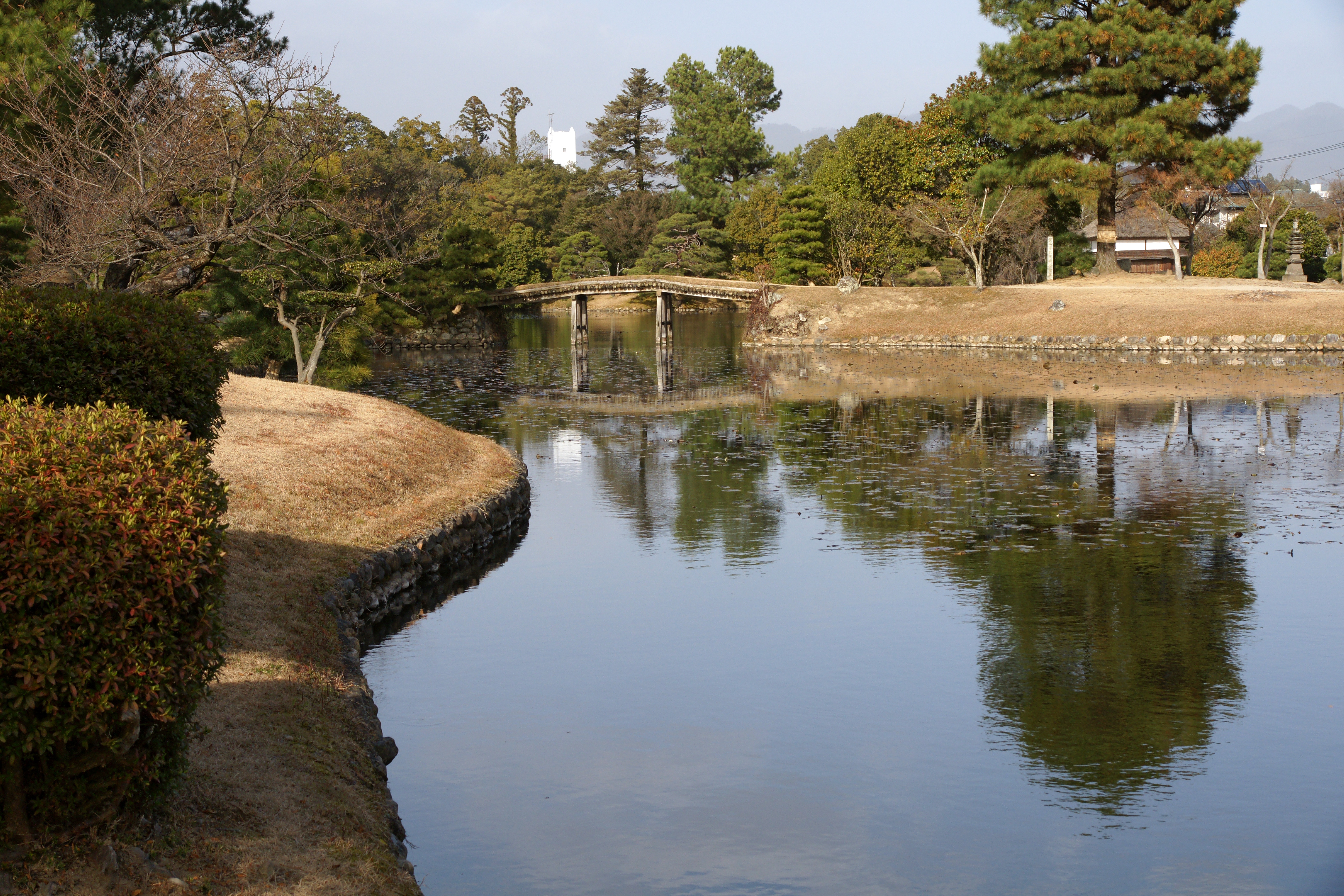
Süddteich
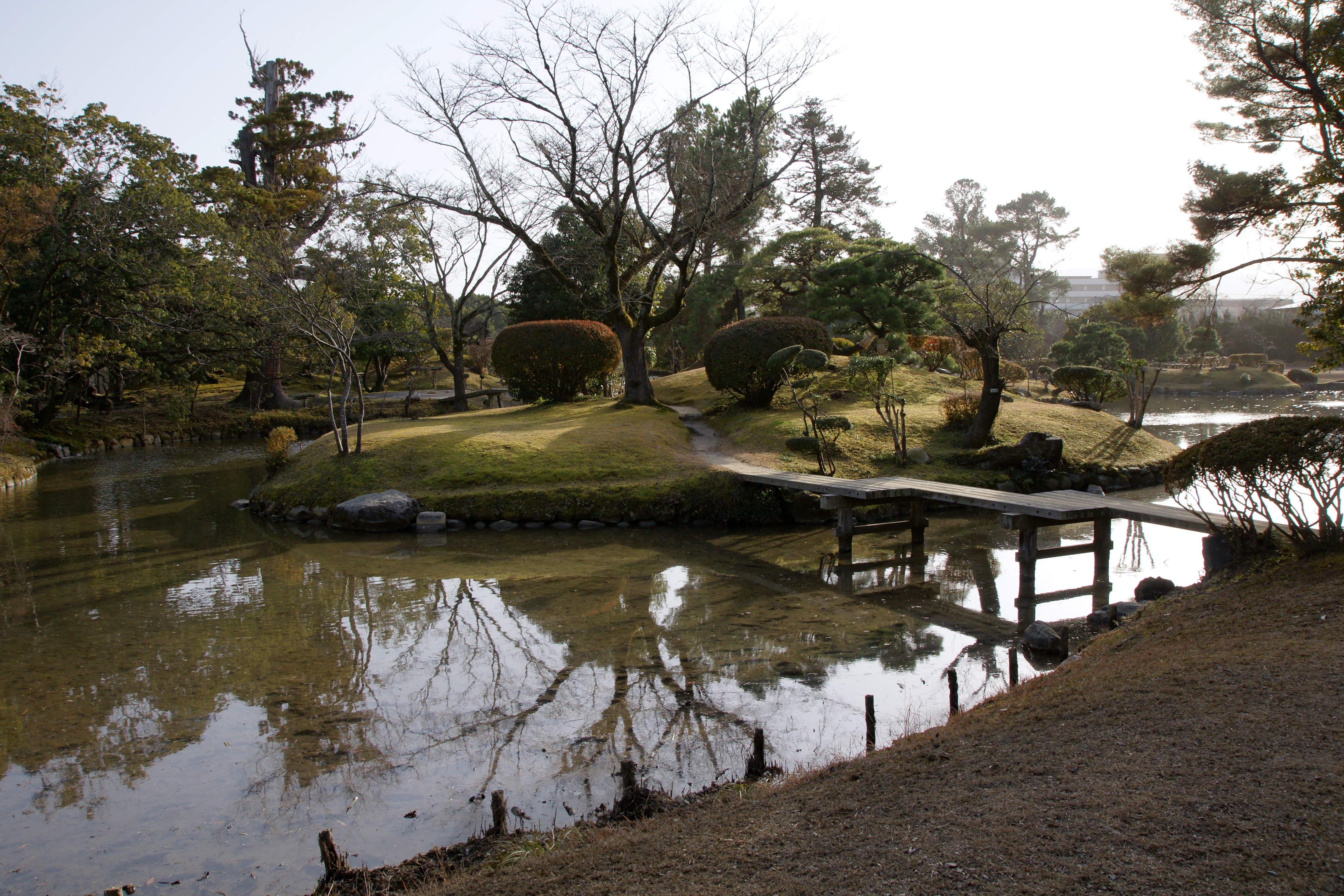
Mittelinsel
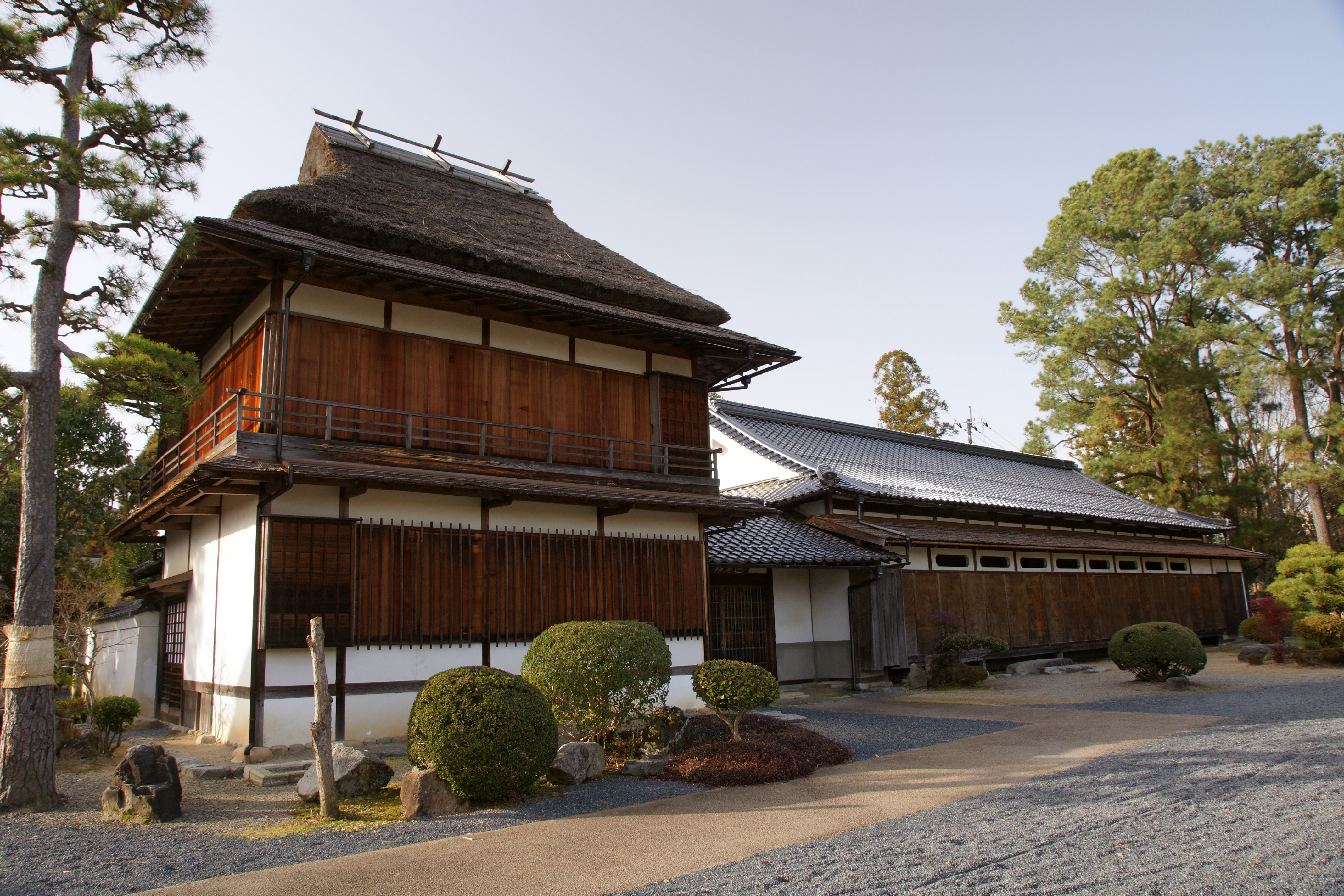
Jōhō-kaku, „Willkommens-Haus“
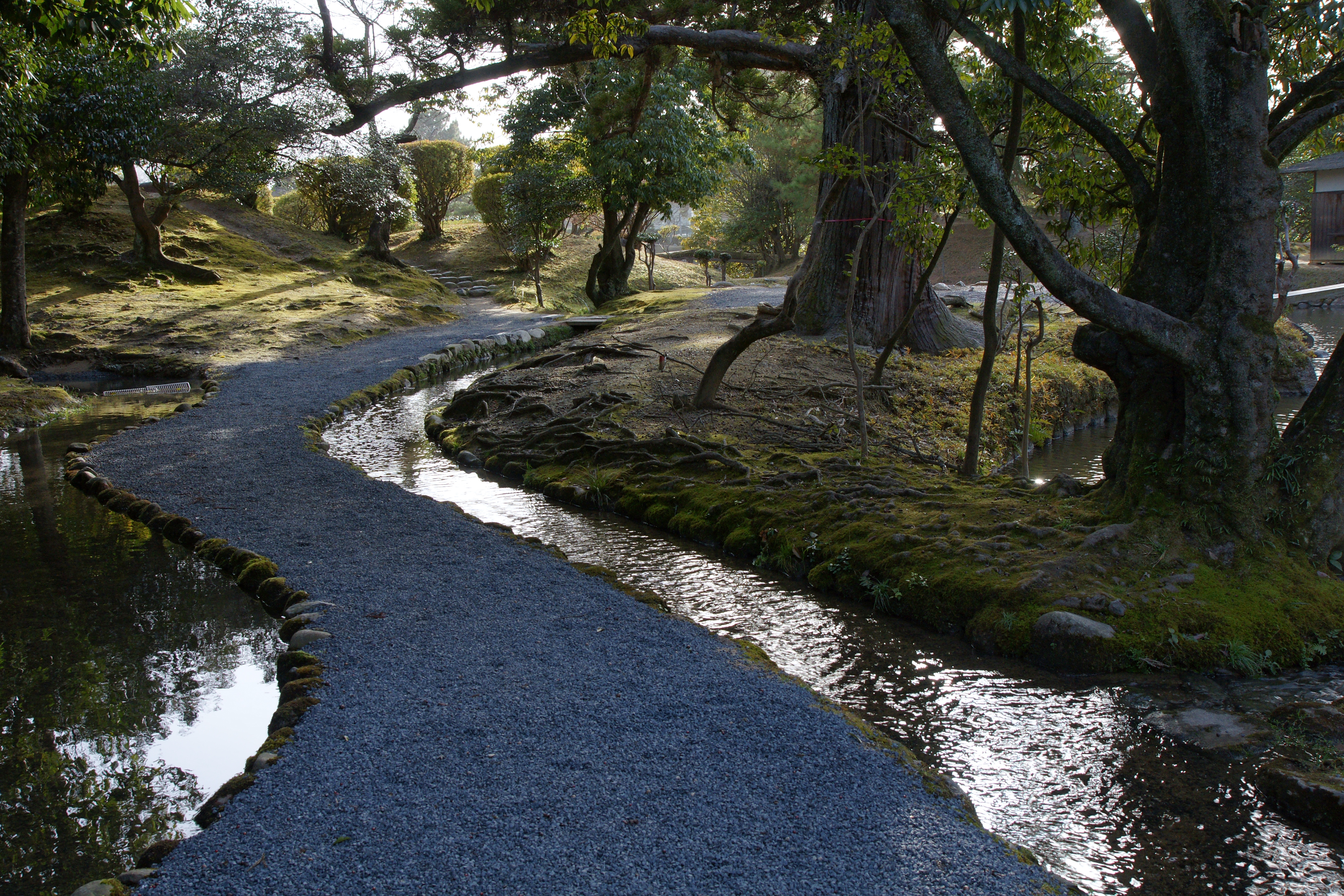
Wasserlauf